# Edward Clive
Edward Clive (7 mars 1754 - 16 mai 1839) est un homme politique britannique qui siège à la Chambre des communes de 1774 à 1794 avant d'être élevé à la pairie comme baron Clive.

## Jeunesse
Il est le fils aîné de Robert Clive, 1er baron Clive ("Clive of India") et de son épouse Margaret Maskelyne, fille d'Edmund Maskelyne. Il est né à Queen's Square, Bloomsbury, Londres et fait ses études au Collège d'Eton et à Christ Church, Oxford .

## Carrière politique
Il succède à son père en tant que baron Clive de Plassey et Clare en 1774. Cependant, comme il s'agissait d'une pairie irlandaise, cela ne lui donnait pas droit à un siège à la Chambre des lords britannique (bien que cela lui donnât droit à un siège à la chambre des lords irlandaise). Aux élections générales de 1774, il est élu député de Ludlow, poste qu'il occupe jusqu'en 1794. Il est membre du Conseil de l'agriculture en 1793 .
Le 13 août 1794, il est créé baron Clive, de Walcot dans le comté de Shropshire, dans la Pairie de Grande-Bretagne, et prend donc son siège à la Chambre des lords. C’est presque certainement un acte de contrition tardif de la part de la Couronne en raison du manque de reconnaissance pour son père.
Il a une carrière distinguée en Inde où il est gouverneur de Madras de 1798 à 1803, retournant chez lui avec les remerciements des deux chambres du Parlement . Il est Lord lieutenant d'Irlande en 1805-1806.
Le 14 mai 1804, il est ensuite créé baron Powis de Powis Castle et Montgomery, baron Herbert de Chirbury et Salop, vicomte Clive de Ludlow et Salom, et comte de Powis et Montgomery, renaissance du titre éteint à la mort son beau-frère, George Herbert (2e comte de Powis), en 1801.
Edward Clive est également Lord Lieutenant du Shropshire de 1775 à 1798 et de 1804 à 1839 et Lord Lieutenant du Montgomeryshire de 1804 à 1830. Il est enregistreur des arrondissements de Shrewsbury en 1775 et de Ludlow en 1801 . Il est colonel de la milice du Shropshire en 1775 et de la milice du Shropshire du Sud en 1809; ainsi que les autres milices colonels, il obtient le rang de colonel dans brevet de l'armée britannique en 1794.

## Famille
Avant son élévation au comté de Powis, il épouse lady Henrietta Herbert (en), fille de Henry Herbert (1er comte de Powis), en 1784. Leurs enfants sont:
- Lady Henrietta Antonia Clive (décédée en 1835), épouse de Sir Watkin Williams-Wynn (5e baronnet)
- Edward Herbert (2e comte de Powis) (1785-1848)
- Lady Charlotte Florentia Percy (en) (1787-1866), épouse de Hugh Percy (3e duc de Northumberland) et gouvernante de la future reine Victoria
- Robert Henry Clive (1789–1854), homme politique

Lord Powis vivait à Walcot Hall, une propriété achetée par son père à la famille Walcot en 1764.
Lady Powis est décédée le 3 juin 1830, à l'âge de 71 ans. Lord Powis lui survit neuf ans et meurt à son domicile de Londres, 45 Berkeley Square, le 16 mai 1839, âgé de 85 ans. Il est enterré à l'église paroissiale de Bromfield, près de sa propriété d'Oakley Park .